# Ивановский (Ульяновская область)
Ивановский — посёлок в Карсунском районе Ульяновской области. Входит в состав Урено-Карлинского сельского поселения.

## География
Находится на расстоянии примерно 10 километров по прямой на восток от районного центра поселка Карсун.

## История
В 1993 в поселке стали селиться российские немцы — переселенцы из республик Средней Азии и Казахстана. Создана была агрофирма «Нойес Лебен». В 1996 — население составляло 86 человек (немцы, русские). Позднее население поселка вновь стало сокращаться

## Население
Население составляло 47 человек в 2002 году (русские 85 %), 9 по переписи 2010 года.